# Марбурзькі файли
Марбурзькі файли, також відомі як Віндзорські файли або Файли герцога Віндзорського — серія надсекретних архівів міністрів закордонних справ нацистської Німеччини, виявлених в травні 1945 року біля гір Гарц і зібраних у замку Марбург, Гессен.

## Відкриття
Коли американські війська проходили околицями маєтку Дегенерсгаузен, вони виявили велику кількість покинутих або знищених німецьких військових машин, розкиданих уздовж бічних доріг, деякі з яких містили різноманітні архіви уряду нацистської Німеччини. Перший лейтенант Девід Д. Зільберберг спочатку знайшов документи, підписані міністром закордонних справ нацистської Німеччини Йоахімом фон Ріббентропом, і повернувся в Дегенерсхаузен, щоб розкрити передумови своїх знахідок. Після того, як йому було повідомлено місце розташування Будинку Мейсдорфа та замку Марбург, він супроводжував офіцерів розвідки до місць, де було виявлено ряд предметів. У цей час американські війська заарештували німецького солдата на ім'я Карл фон Льош, помічника особистого перекладача Гітлера Пауля-Отто Шмідта, коли він намагався виїхати з Треффурта, поблизу Айзенаха. Шмідт наказав йому знищити всі надсекретні документи, які він помістив до архіву. Фон Льош знищив більшість документів, але потайки від всіх вирішив залишити частину паперів та закопав їх на території поблизу околиць Марбурга. Згодом його випадково познайомили з підполковником Р. К. Томсоном, і запропонували показати Томсону і його підлеглим місця захоронення паперів в обмін на імунітет від судового переслідування.
Близько 400 тонн матеріалу було ексгумовано військовими Сполучених Штатів перед транспортуванням до замку Марбург для перевірки. Після перевірки було виявлено щонайменше шістдесят документів, які містили листування між герцогом Віндзорським і вищим командуванням нацистської Німеччини. Американські дипломати вивчили вміст документів, перш ніж передати суміш оригінальних чернеток і копій британському уряду. Прем'єр-міністр Великої Британії Вінстон Черчилль обговорив файли з королем Георгом VI, який наполягав на тому, щоб файли були приховані та ніколи не були оприлюднені. Вся колекція документів була відправлена до Сполученого Королівства в 1948 році і зберігалася у Веддон Холлі, Бакінгемшир.

## Зміст
Стверджується, що у виявлених паперах листування детально описано змову нацистів під назвою «Операція Віллі», організовану в 1940 році з метою переконати герцога Віндзорського офіційно приєднатися до нацистів і перевезти його до Німеччини, намагаючись змусити Великобританію до мирних переговорів. У ньому пропонувалося переконати герцога у існуванні вигаданої змови короля Георга VI і прем'єр-міністра Вінстона Черчілля з метою вбити герцога після його прибуття на Багамські острови. Ще однією метою переписки була змова Едуарда з німецьким вищим керівництвом в інсценуванні викрадення герцога для подальшого шантажу монархії та британського уряду з примусом до капітуляції. Газети також нібито розкривають план відновлення герцога на посаді короля та визнання його дружини Волліс королевою в обмін на припинення спротиву британських військ при захопленні Європи.
Одні з останніх листів Едуарда до Німеччини перед його від'їздом на Багамські острови вважаються найбільш ганебними для королівської родини. У них стверджувалося, що герцог заохочував невпинні бомбардування Сполученого Королівства, намагаючись змусити британський уряд до початку мирних переговорів. Вважається, що немає жодних доказів того, що герцог прийняв будь-які умови, запропоновані нацистами в спробі співпрацювати в операції «Віллі», історики стверджують, що спочатку він був більше вражений заохоченням британського уряду стати Губернатором Багамських островів, але деякі документи нібито підтверджують, що він симпатизував їхній ідеології.

## Оприлюднення
Британські, французькі та американські історики спочатку погодилися працювати разом з 1946 року в надії оприлюднити лише ті документи, які вони вважатимуть за необхідне представити суспільству. Невелика частина документів була опублікована в 1954 році, перш ніж весь том був вимушений опублікувати в 1957 році, а інші файли були оприлюднені в 1996 році в Офісі публічних документів. Повідомлялося, що оприлюднення файлів викликало значне роздратування герцога.

## У масовій культурі
Марбурзькі файли є головною темою та фокусом епізоду «Vergangenheit» («Минуле») телевізійного серіалу від Netflix «Корона», який зображує початковий перегляд документів королевою Єлизаветою II. Режисер епізоду Філіппа Лоуторп заявила, що під час зйомок використовувалися копії справжніх файлів. Незважаючи на підтвердження того, що королева Єлизавета справді засудила герцога, історик Гуго Вікерс припустив, що цей епізод дав хибний натяк на те, що герцога було вигнано з королівської родини після оприлюднення Марбурзьких файлів. Зокрема, історик стверджує про те, що між герцогом та королівською родиною залишився зв'язок.